# 香我美町徳王子
香我美町徳王子（かがみちょうとくおうじ）は、高知県香南市の町丁。郵便番号は781-5332。本項ではかつて同区域に存在した香美郡徳王子村（とくおうじむら）についても記す。

## 地理
香南市の南東部、香宗川の左岸にあたる。南で香我美町岸本、西で赤岡町・野市町土居、北で香我美町下分・香我美町上分、東で夜須町坪井・夜須町西山に接する。南西と北で香宗川に面する。西部を高知県道227号山北岸本停車場線、東部を高知県道221号奥西川岸本線が縦貫。中部を高知東部自動車道が横断し、香南かがみインターチェンジが所在する。

### 河川
- 香宗川

## 歴史
- 幕末 - 香美郡王子村・徳善村が存在。「旧高旧領取調帳」の記載によると高知藩領。
- 明治4年7月14日（1871年8月29日） - 廃藩置県により高知県の管轄となる。
- 1883年（明治16年） - 王子村・徳善村が合併して徳王子村となる。
- 1889年（明治22年）4月1日 - 町村制の施行により徳王子村が単独で自治体を形成。
- 1942年（昭和17年）4月1日 - 徳王子村が山南村・富家村・香宗村と合併して大忍村が発足。同村大字徳王子となる。
- 1948年（昭和23年）4月1日 - 大忍村が旧4村に分割し、再び徳王子村が発足。
- 1955年（昭和30年）4月1日 - 徳王子村が岸本町・山南村・山北村および東川村の一部（福方・山川・未延・末清・正延・別役・撫川）・西川村の一部（前川および口西川・中西川・奥西川の各一部）と合併して香我美町が発足。同町大字徳王子となる。
- 1993年（平成5年）7月19日 - 一部の区域が赤岡町に編入。同町大字徳王子となる（現・赤岡町徳王子）。
- 2006年（平成18年）3月1日 - 香我美町が赤岡町・野市町・夜須町・吉川村と合併して香南市が発足。同市香我美町徳王子となる。

## 交通

### バス
香南市営バス
- 岸本線
  - のいち駅 - みどり野一丁目 - 市場前 - 香我美支所前 - 徳王子公民館 - 岸本小学校前 - 香我美駅

### 道路
- 高知東部自動車道
  - 香南かがみインターチェンジ
- 高知県道221号奥西川岸本線
- 高知県道227号山北岸本停車場線

## 施設
- 香美市立香我美図書館
- 若一王子宮
- 金峯神社
- 神母神社
- 大願寺